# Карповське (Конаковський район)
Карповське (рос. Карповское) — присілок в Конаковському районі Тверської області Російської Федерації.
Населення становить 31 особу. Входить до складу муніципального утворення Первомайське сільське поселення.

## Історія
Від 2005 року входить до складу муніципального утворення Первомайське сільське поселення.

## Населення
| 2010 |
| ---- |
| 31   |